# Dorothée Nashan
Dorothée Nashan (geb. Küper, * 14. April 1958 in Bocholt, Nordrhein-Westfalen) ist eine deutsche Dermatologin, Hochschullehrerin und frühere Direktorin der Hautklinik im Klinikum Dortmund. Konstante Interessens- und Forschungsschwerpunkte ihrer Arbeit als Dermatologin sind die klinische Ausbildung, die Entwicklung des Nachwuchses sowie die klinische Forschung insbesondere zur Dermatoonkologie und zu assoziierten Themen wie der psychosozialen Versorgung.

## Leben
Dorothée Nashan studierte Humanmedizin an der Heinrich-Heine-Universität in Düsseldorf. 1986 erhielt sie die Approbation. Im Anschluss promovierte sie im Institut für Physiologische Chemie (Leiter Wolfgang Staib) unter dem Doktorvater Martin Schwenen zum Thema „In-vitro-Untersuchungen zur physiologischen Bedeutung von Glucose und Lactat für den Wiederaufbau des Muskelglykogens nach Arbeitsbelastung normaler und diabetischer Ratten“. Die Doktorarbeit schloss Frau Nashan mit dem Prädikat magna cum laude ab. Von 1986 bis 1989 war sie Stipendiatin der Max-Planck-Gesellschaft und der Deutschen Forschungsgemeinschaft im Max-Planck-Institut für Reproduktionsmedizin in Münster (Leitung: Eberhard Nieschlag). Einem anschließenden Forschungsaufenthalt an der Harvard Medical School in Boston im Research Lab for Reproductive Medicine (Leitung: Deborah Anderson) folgte eine Facharztausbildung, die schließlich in eine oberärztliche Leitung mit dem Schwerpunkt Onkologie in der Hautklinik im Universitätsklinikum Münster (Klinikdirektor Thomas Luger) überging.
Nach der Facharztanerkennung wurden von Nashan die Zusatzbezeichnungen für Allergologie, Phlebologie, medikamentöse Tumortherapie, Palliativmedizin wie auch das Zertifikat Berufsdermatologie der Arbeitsgemeinschaft für Berufs- und Umweltdermatologie e.V. erworben.
2001 folgte die Verleihung der Venia Legendi für das Fach Dermatologie und Venerologie basierend auf experimentellen Arbeiten zum Thema „Die männliche Infertilität: Analyse und Wertung immunologischer Phänomene durch in-vivo Untersuchungen an einem Mausmodell im Vergleich zu humanem Gewebe.“ Danach wechselte Dorothée Nashan 2004 mit einer Umhabilitation als leitende Oberärztin an die Klinik für Dermatologie und Venerologie im Universitätsklinikum Freiburg (Klinikdirektorin: Leena Bruckner-Tuderman). Dort hat sie von 2008 bis 2011 die W3-Professurvertretung für Leena Bruckner-Tuderman übernommen. 2011 bis 2022 war Dorothée Nashan Klinikdirektorin der Hautklinik im Klinikum Dortmund. Seit 2022 ist sie in einer privaten Hausarztpraxis tätig.

## Schwerpunkte
Die Interessens- und Forschungsschwerpunkte von Nashan liegen in der klinischen Ausbildung, der Entwicklung des Nachwuchses und der klinischen Forschung insbesondere zur Dermatoonkologie und zu assoziierten Themen wie der psychosozialen Versorgung. Sie vertritt persönlich die Weiterbildungsermächtigungen für die Dermatologie und Venerologie sowie Medikamentöse Tumortherapie. Außerdem nimmt Frau Nashan an Mentoring-Programmen teil, leitet die Arbeitsgemeinschaft Frauen in der Dermatologie und ist Mitglied im Vorstand der Deutschen Dermatologischen Gesellschaft (DDG) zum Thema Nachwuchsförderung. Im Sinne der Aus- und Weiterbildung war sie über fünf Jahre Editorin für die Sektion der CME-Artikel zum Ausbildungscurriculum der Dermatologie im Fachjournal der Deutschen Dermatologischen Gesellschaft (JDDG, 2014–2019).
Weiteres Engagement zeigt sich in der Mitarbeit in der Ethikkommission der Ärztekammer Westfalen-Lippe und der Westfälischen Wilhelms-Universität Münster sowie im Gremium der Nationalen Versorgungskonferenz Hautkrebs und im Beirat des Hautkrebs-Netzwerks Deutschland e.V.

## Mitgliedschaften
- Deutsche Dermatologische Gesellschaft (DDG)
- Arbeitsgemeinschaft Dermatologische Forschung (ADF)
- Arbeitsgemeinschaft Dermatologische Onkologie (ADO)
- European Association of Dermato-Oncology (EADO)
- Deutsche Krebsgesellschaft (DKG)
- Deutsche Gesellschaft für Palliativmedizin (DGP)
- Deutscher Ärztinnenbund
- Arbeitsgemeinschaft Berufs- und Umweltdermatologie (ABD)
- Ärztlicher Verein Dortmund e.V.
- Hautkrebs Netzwerk Deutschland e.V.

## Auszeichnung
- 2017: Biomedizin-Förderpreis des Leibniz-Institutes (Kategorie Klinische Forschung) für die Forschungsarbeiten zur Psychoonkologie (Link dazu)
- 2011: Helmut-Wölte-Preis für Psychoonkologie für das Projekt „Entwicklung und Evaluation eines psychoonkologischen stepped-care Interventionsprogramms für die Dermato-Onkologie“ (Link dazu)

## Publikationen

### Originalarbeiten (der letzten 3 Jahre)
- T. Steeb, A. Wessely, D. von Bubnoff, T. Dirschka, K. Drexler, C. Falkenberg, K. C. Hassel, K. Hayani, S. Hüning, K. Kähler, S. Karrer, C. H. Krammer, U. Leiter, D. Lill, E. Marsela, A. Meiwes, D. Nashan, S. Nasifoglu, L. Schmitz, J. Sirokay, A. Thiem, J. Utikal, A. Zink, C. Berking, M. V. Heppt: Treatment motivations and expectations in patients with actinic keratosis: A German-wide multicenter, cross-sectional trial. In: J Clin Med. Band 12, 2020, S. 1438–1452.
- M. Felcht, C. D. Klemke, J. P. Nicolay, C. Weiss, C. Assaf, M. Wobser, M. Schlaak, U. Hillen, R. Moritz, I. Poor, D. Nashan, M. Beyer, E. Dippel, C. S. L. Müller, M. Sachse, F. Meiß, C. Geraud, A. Marx, S. Goerdt, E. Geissinger, W. Kempf: Primary cutaneous large B-cell lymphoma, other and leg type: Clinical, morphologic, phenotypic and prognostic differences – Results of a multicenter study. In: J Dtsch Dermatol Ges. Band 17, 2019, S. 275–285.
- F. Meiss, K. Reuter, K. Müller, M. Augustin, I. Schäfer, D. Nashan: Psychoonkologie in dermatologischen Praxen - Bedarfseinschätzung und Versorgungsstrukturen. In: Hautarzt. Band 70, 2019, S. 283–289.
- P. V. Nazarov, A. K. Wienecke-Baldacchino, A. Zinovyev, U. Czerwińska, A. Muller, D. Nashan, G. Dittmar, F. Azuaje, S. Kreis: Deconvolution of transcriptomes and miRNomes by independent component analysis provides insights into biological processes and clinical outcomes of melanoma patients. In: BMC Med Genomics. Band 12, 2019, S. 132–149.
- G. Cesi, D. Philippidou, I. Kozar, Y. J. Kim, F. Bernardin, G. Van Niel, A. Wienecke-Baldacchino, P. Felten, E. Letellier, S. Dengler, D. Nashan, C. Haan, S. Kreis: A new ALK isoform transported by extracellular vesicles confers drug resistance to melanoma cells. In: Mol Cancer. Band 17, Nr. 1, 2018, S. 145–159.
- F. Meiss, C. Loquai, J. Weis, J. M. Giesler, K. Reuter, D. Nashan: Psycho-oncological care of melanoma patients in certified skin cancer centers. In: J Dtsch Dermatol Ges. Band 16, Nr. 5, 2018, S. 576–582.
- D. Nashan, C. M. Friedrich, E. Geissler, A. Schmitt-Graeff, F. Klein, F. Meiss: Primary cutaneous lymphoma-a - case series of 16 patients. In: Hautarzt. Band 69, 2018, S. 1014–1020.
- A. Wilke, A. Hansen, A. Hübner, G. Gediga, A. Goergens, S. M. John, K. Nordheider, M. Rocholl, S. Weddeling, B. Wulfhorst, D. Nashan: Interdisciplinary and multiprofessional outpatient secondary individual prevention of work-related skin diseases in the metalworking industry: 1-year follow-up of a patient cohort. In: BMC Dermatol. Band 18, Nr. 1, 2018, S. 12–18.
- Z. Apalla, D. Nashan, R. B. Weller, X. Castellsagué: Skin Cancer: Epidemiology, Disease Burden, Pathophysiology, Diagnosis, and Therapeutic Approaches. In: Dermatol Ther. (Heidelb) Band 7, 2017, S. 5–19.
- C. Loquai, D. Dechent, M. Garzarolli, M. Kaatz, K. C. Kaehler, P. Kurschat, F. Meiss, O. Micke, R. Muecke, K. Muenstedt, A. Stein, D. Nashan, C. Stoll, I. Schmidtmann, J. Huebner: Use of complementary and alternative medicine: A multicenter cross-sectional study in 1089 melanoma patients. In: Eur J Cancer. Band 71, 2017, S. 70–79.
- C. Loquai, I. Schmidtmann, M. Garzarolli, M. Kaatz, K. C. Kähler, P. Kurschat, F. Meiss, O. Micke, R. Muecke, K. Muenstedt, D. Nashan, A. Stein, C. Stoll, D. Dechent, J. Huebner: Interactions from complementary and alternative medicine in patients with melanoma. In: Melanoma Res. Band 27, 2017, S. 238–242.
- M. Schiller, A. Tsianakas, W. Sterry, R. Dummer, A. Hinke, D. Nashan, R. Stadler: Dose-escalation study evaluating pegylated interferon alpha-2a in patients with cutaneous T-cell lymphoma. In: J Eur Acad Dermatol Venereol. Band 31, Nr. 11, 2017, S. 1–7.

### Mitarbeit in Leitlinien
- M. V. Heppt u. a.: S3 guideline for actinic keratosis and cutaneous squamous cell carcinoma - short version, part 1: diagnosis, interventions for actinic keratoses, care structures and quality-of-care indicators. In: J Dtsch Dermatol Ges. Band 18, Nr. 3, Mar 2020, S. 275–294.
- U. Leiter u. a.: S3 guideline for actinic keratosis and cutaneous squamous cell carcinoma (cSCC) - short version, part 2: epidemiology, surgical and systemic treatment of cSCC, follow-up, prevention and occupational disease. In: J Dtsch Dermatol Ges. Band 18, Nr. 4, Apr 2020, S. 400–413.
- E. Dippel u. a.: S2k Guidelines - Cutaneous Lymphomas Update 2016 - Part 1: Classification and Diagnosis (ICD10 C82 - C86). In: J Dtsch Dermatol Ges. Band 15, Nr. 12, 2017, S. 1266–1273 und S2k Guidelines - Cutaneous Lymphomas Update 2016 - Part 2: Treatment and Follow-up (ICD10 C82 - C86). In: J Dtsch Dermatol Ges. Band 16, Nr. 1, 2018, S. 112–122.
- A. Pflugfelder u. a.: S3-guideline "diagnosis, therapy and follow-up of melanoma" -- short version. In: J Dtsch Dermatol Ges. Band 11, Nr. 6, Jun 2013, S. 563–602 und J Dtsch Dermatol Ges. Band 6, 2013, S. 1–116, 1–126.

### Buchbeiträge (der letzten 3 Jahre)
- D. Nashan (Hrsg.), S. Dengler, P. Dücker, T. Hommer, R. M. Szeimies, K. M. Thoms: Non-melanoma skin cancer – Diagnostik und Therapie von hellem Hautkrebs. UNI-MED Verlag AG, Bremen / London / Boston 2017.

### Übersichtsartikel (der letzten 3 Jahre)
- S. Hüning, A. C. Brehmer, T. Dirschka, D. Nashan: Aktinische Keratosen. In: Onkologie. Band 6, 2020, S. 463–475.
- D. Nashan, S. Hüning, M. V. Heppt, A. Brehmer, C. Berking: Aktinische Keratosen: Aktuelle Leitlinie und praxisbezogene Empfehlungen. In: Hautarzt. Band 71, 2020, S. 463–475.
- N. Schlecht, C. Sunderkötter, S. Niehaus, D. Nashan: Update on dermatomyositis in adults. In: J Dtsch Dermatol Ges. Band 18, Nr. 9, 2020, S. 995–1013.
- L. von Dücker, S. Hüning, K. Kähler, P. Terheyden, D. Nashan: Supportivtherapie in der Dermatoonkologie. In: Hautarzt. Band 70, Nr. 12, 2019, S. 975–988.
- S. Hüning, L. von Dücker, W. K. Kohl, D. Nashan: Therapy of herpes zoster and postherpetic neuralgia. In: Hautarzt. Band 70, Nr. 8, Aug 2019, S. 645–656.
- D. Nashan, S. Dengler: Acute emergencies in oncology. In: Hautarzt. Band 69, 2018, S. 392–299 498
- H. F. Ständer, D. Nashan: Emergencies in dermatology. In: Hautarzt. Band 69, Nr. 5, 2018, S. 350–351.
- Z. Apalla, D. Nashan, R. B. Weller, X. Castellsagué: Skin Cancer: Epidemiology, Disease Burden, Pathophysiology, Diagnosis, and Therapeutic Approaches. In: Dermatol Ther. (Heidelb). Band 7, Suppl 1, 2017, S. 5–19.

### Themen zu Nachwuchs- und Frauenförderung
- D. Nashan: Dermatologie: Eine Karriereoption für Ärztinnen. In: ärztin. Band 2, 2020, S. 12.
- S. Hüning, S. Rode, D. Nashan, S. Emmert, U. Uslu: Nachwuchs für die Dermatologie begeistern: Die DDG auf dem Bundeskongress der Bundesvertretung der Medizinstudierenden in Deutschland e.V. In: J Dtsch Dermatol Ges. Band 17, Nr. 2, Feb 2019, S. 233.
- D. Nashan, D. Dill: Arbeitsgemeinschaft Frauen in der Dermatologie. In: 125 Jahre Journal der Deutschen Dermatologischen Gesellschaft. Sonderheft. Suppl 4, Nov 2014, S. 68–69

## Einzelnachweis
- https://portal.dnb.de/opac.htm?query=Nashan+Dorothee&method=simpleSearch
- https://www.researchgate.net/profile/Dorothee_Nashan

| Personendaten    | Personendaten                            |
| ---------------- | ---------------------------------------- |
| NAME             | Nashan, Dorothée                         |
| ALTERNATIVNAMEN  | Küper, Dorothée                          |
| KURZBESCHREIBUNG | deutsche Dermatologin, Hochschullehrerin |
| GEBURTSDATUM     | 14. April 1958                           |
| GEBURTSORT       | Bocholt, Nordrhein-Westfalen             |